# 龍蝦屬
龍蝦屬是龍蝦科下的一屬，其下包括具有長觸角的物種，詳列如下：
- 眼斑龍蝦（Panulirus argus）
- 天鵝龍蝦（Panulirus cygnus）
- Panulirus femoristriga
- Panulirus gracilis
- 斑點龍蝦（Panulirus guttatus）
- 波紋龍蝦（Panulirus homarus）
- Panulirus inflatus
- 斷溝龍蝦（Panulirus interruptus）
- 日本龍蝦（Panulirus japonicus）
- 滑尾龍蝦（Panulirus laevicauda）
- 長足龍蝦（Panulirus longipes）
- Panulirus marginatus
- 錦繡龍蝦（Panulirus ornatus）
- Panulirus pascuensis
- 密毛龍蝦（Panulirus penicillatus）
- 黃斑龍蝦（Panulirus polyphagus）
- 華貴龍蝦（Panulirus regius）
- 中國龍蝦（Panulirus stimpsoni）
- 雜色龍蝦（Panulirus versicolor）